# (8259) 1983 UG
(8259) 1983 UG là một tiểu hành tinh vành đai chính. Nó được phát hiện bởi Zdeňka Vávrová ở Đài thiên văn Kleť gần České Budějovice, Cộng hòa Séc, ngày 16 tháng 10 năm 1983.